# Rhamphophila lyrifera
Rhamphophila lyrifera là một loài ruồi trong họ Limoniidae. Chúng phân bố ở miền Australasia.